# خالدة طاقية
خالدة طاقية أو طاقية نوع من جنس خالدة.

## وصف
نبات عشبي معمر، ساقه منتصبة فرعاء تعلو نحو ٣٠ سم. أوراقه ملعقية مستطيلة زباء النصل. أزهاره عذقية التجميع لونها إلى الصفار. يرغب في الأتربة الرملية وينبت في جميع الأصقاع المعتدلة. إزهراره يستمر من تموز إلى أيلول.

## الأنواع المماثلة
تشبه خالدة الجزر نوع الخالدة الطاقية، لكن الأوراق كلها خطية، مع تدحرج تحت الحواف. توجد في غرب فرنسا على الكثبان الرملية بالقرب من البحر.

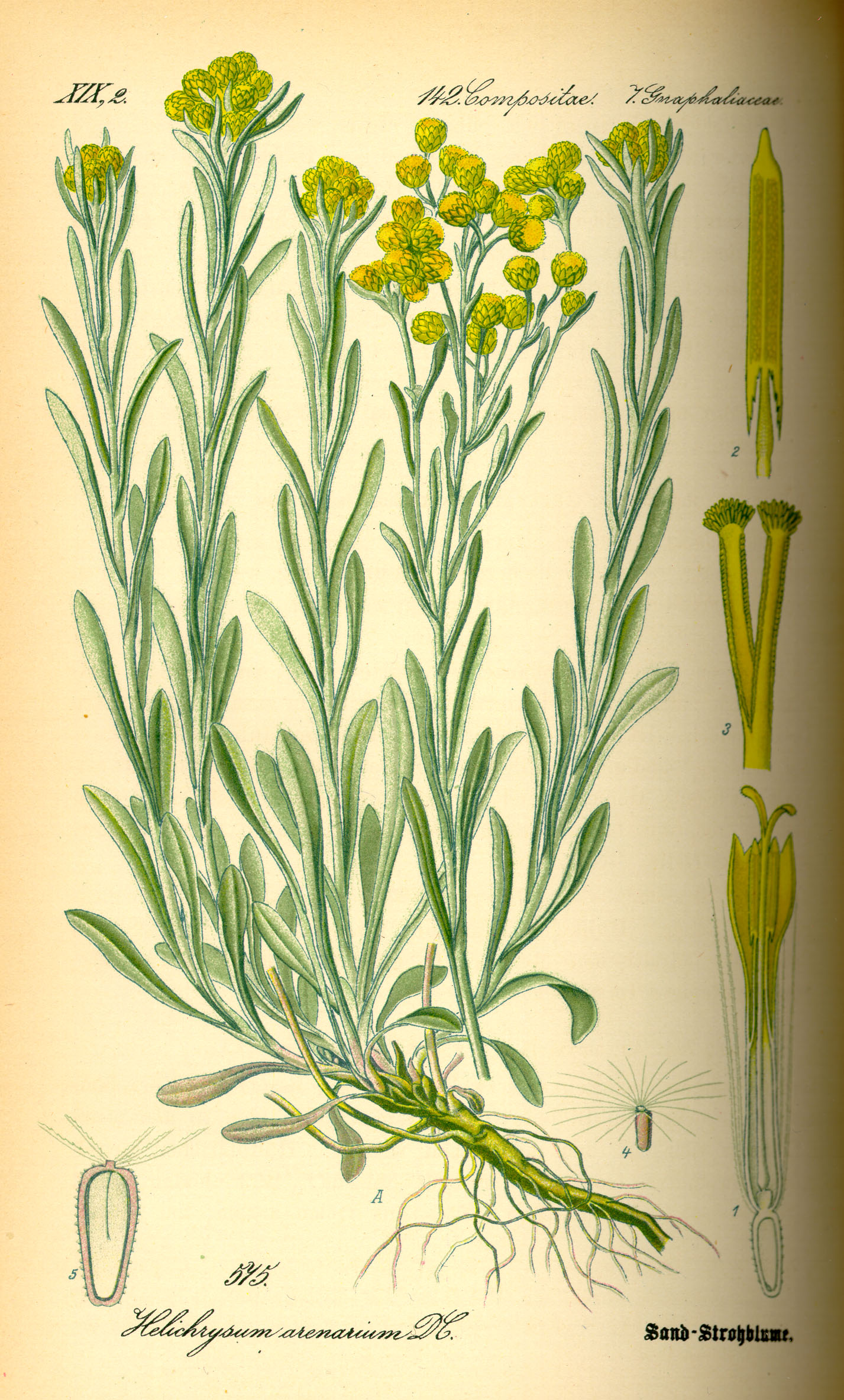
رسم توضيح للخالدة الطاقية